# عيد الشرطة (مصر)
عيد الشرطة هو يعد تخليدًا لذكري موقعة الإسماعيلية 1952 التي راح ضحيتها خمسون شهيدا وثمانون جريحًا من رجال الشرطة المصرية علي يد الاحتلال الإنجليزي في 25 يناير عام 1952 بعد أن رفضوا تسليم سلاحهم وإخلاء مبني المحافظة للاحتلال الإنجليزي. وكان من الضباط؛ النقيب حينئذٍ صلاح ذو الفقار.
تم إقرار هذه الإجازة الرسمية لأول مرة بقرار من الرئيس المصري الأسبق محمد حسني مبارك باعتبار هذا اليوم إجازة رسمية للحكومة والقطاع العام المصري تقديرًا لجهود رجال الشرطة المصرية في حفظ الأمن والأمان واستقرار الوطن واعترافًا بتضحياتهم في سبيل ذلك وتم الإقرار به في فبراير 2009.
اختار عدد من المجموعات المصرية المعارضة هذا اليوم لبدء احتجاجات شعبية في 2011 تحولت هذه الاحتجاجات إلى ثورة شعبية عارمة عمت أرجاء البلاد في 28 يناير، عرفت هذه الثورة باسم ثورة 25 يناير. وعلى أثرها تنحى الرئيس حسني مبارك عن منصبه، وتولى المجلس الأعلى للقوات المسلحة قيادة البلاد.